# Проспект Космонавтів (Сіверськодонецьк)
Проспе́кт Космона́втів — проспект у Сіверськодонецьку. Довжина 1 760 метрів. Починається від перетину з шосе Будівельників. Перетинає вулицю Богдана Хмельницького, Гвардійський проспект і вулицю Дмитра Сірика. Закінчується на перетині з вулицею Новікова. Забудована багатоповерховими житловими будинками.